# Salezeo
 (février 2019).
Salezeo est un service mis au point par Olivier Piscart en 2012. Il est exploité par la société Orbite. Cette société commercialise un logiciel d'accélération des ventes en tant que service qui s'appuie sur une base de données collaborative de plus de deux millions de prospects BtoB, et 5 millions d'entreprises en Europe. En 2016, la solution Visiblee est lancée et devient le principal logiciel commercialisé par la société.

## Historique
Orbite a développé en 2012 une base de données collaborative de contacts et d'information professionnels en France.
Suivant la logique de l’innovation ouverte, Orbite organise des « salescamps » pour identifier les bonnes pratiques en termes de prospection commerciale.
En 2014, Orbite a levé 1,5 million d'euros pour développer ses activités en France et à l'international auprès du fonds d'investissement NewFund. En janvier 2015, une première filiale en Angleterre a été lancée.
En mai 2016, la société Orbite intègre le programme d'accélération Californien 500 Startups, promotion 17.